# 뒤마루겉질
뒤마루겉질(posterior parietal cortex. 일차 체성감각 피질 뒤쪽의 두정 신피질 부분) 또는 후두정피질(後頭頂皮質)은 계획된 움직임, 공간 추론 및 주의력에 중요한 역할을 한다.
후두정피질(posterior parietal cortex)의 손상은 공간적 관계에 대한 인식 및 기억의 결함, 부정확한 도달 및 잡기, 안구 운동 제어, 부주의 등 다양한 감각운동 결함을 유발할 수 있다. PPC 손상의 가장 두드러진 두 가지 결과는 실행증(apraxia)과 편측 공간 무시(hemispatial neglect)이다.

## 해부학
(뒤마루겉질(밝은 녹색)은 마루엽의 뒤쪽 영역에 표시된다.)
뒤마루겉질은 공간에서 신체와 외부 물체의 위치를 파악하는 역할을 하는 세 가지 감각 시스템(시각계, 청각계, 체성감각계)로부터 입력을 받는다. 결과적으로, 뒤마루 겉질의 출력 중 대부분은 이마엽운동겉질 (frontal motor cortex) 영역, 즉 등쪽가쪽이마앞겉질 (dorsolateral prefrontal cortex), 이차운동겉질의 다양한 영역 및 이마안구영역(frontal eye field)으로 이동한다.
뒤마루겉질은 마루뼈사이고랑(intraparietal sulcus)에 의해 나누어져 등쪽의 위마루소엽(superior parietal lobule)과 배쪽의 아래마루소엽(inferior parietal lobule)을 형성한다. 브로드만 영역 7은 위마루소엽의 일부이지만 일부 출처에는 Brodmann 영역 5가 포함된다. 아래마루 소엽은 다시 모서리위이랑(supramarginal gyrus), 관자마루이음(temporoparietal junction), 모이랑(angular gyrus)으로 세분된다. 아래마루 소엽은 브로드만 영역 39와 40에 해당한다.

## 같이 보기
- 대뇌피질
- 마루엽